# Количественное ударение
Коли́чественное ударе́ние (также квантитативное ударение, долготное ударение, длительность ударения; англ. quantitative stress) — один из фонетических компонентов ударения, при помощи которого ударный слог выделяется среди безударных. Акустически выражается в увеличении длительности ударного гласного в процессе его артикуляции. Длительность гласного в ударном слоге всегда сочетается с силой/интенсивностью и/или высотой голосового тона. В чистом виде, по утверждению В. А. Виноградова, количественное ударение не зарегистрировано ни в одном из языков мира.
Длительность является важнейшим компонентом ударения в русском языке, поэтому его характеризуют как количественно-динамическое или как качественно-количественное. Преобладание компонента длительности как фонетического средства выделения ударения во многом обусловлено отсутствием в вокалической системе русского языка фонологической долготы гласных. Количественный характер ударения выражается, в частности, в том, что носители русского языка обычно воспринимают долгие безударные слоги в языках с фонематически значимой длительностью гласных как ударные (например, так воспринимаются долгие гласные в чешском языке в позиции любого слога, кроме первого). Длительность как один из компонентов ударения в русском языке увеличивается в ударных слогах и в разной степени уменьшается в безударных слогах (безударные гласные при этом подвергаются также и качественной редукции) — гласная в одной и той же позиции, но в разных словоформах может менять свою длительность: руˈка — ˈруку; голоˈва — ˈголову. Наибольшее значение длительность ударного гласного имеет в изолированно произносимых словах, в речевом потоке усиливается значение напряжённости. Л. Л. Касаткин связывает степень длительности ударного гласного с местом ударения в слове: чем ближе ударение к началу слова, тем меньше длительность и больше интенсивность гласного; чем ближе ударение к концу слова, тем больше его длительность и меньше интенсивность.
Значительное увеличение длительности гласного является главным акустическим признаком для основного ударения во французском языке. В противоположность основному главный признак добавочного ударения — изменение интенсивности и частоты тона голоса. В целом гласный ударного слога на 50—100 % длиннее, чем гласный безударного слога.
В ряде языков квантитативный компонент в системе ударения может отсутствовать. В частности, он нехарактерен для языков, имеющих в системе вокализма долгие и краткие гласные, длительность которых выполняет смыслоразличительную функцию. Например, для чешского и словацкого языков. Так, в чешском слове ˈdráha «дорога» под ударением долгий гласный в первом слоге, а краткий во втором слоге — безударный; в слове ˈdrahá «дорогая» под ударением краткий гласный в первом слоге, а долгий гласный во втором — безударный.
Длительность является фонетическим компонентом как словесного, так и фразового ударения.